# Acetorfin

Strukturformel för acetorfin.

Acetorfin, summaformel C27H35NO5, är en kemisk förening med smärtstillande effekt härlett ur morfin. Acetorfin har en molmassa på 453,57 g/mol.
Preparatet är narkotikaklassat och ingår i förteckningarna N I och N IV i 1961 års allmänna narkotikakonvention, samt i förteckning II i Sverige.